# TMK (onderneming)
De OAO TMK (Russisch: OAO ТМК), voluit : Metallurigisch buizenbedrijf (Трубная Металлургическая Компания; Troebnaja Metalloergitsjeskaja Komania), is de grootste Russische producent en leverancier van naadloos stalen buizen. Het bedrijf produceert een groot scala aan buizen voor de olie- en gassector, chemische en petrochemische industrie, de bouwsector, scheepsbouw, luchtvaart- en ruimtevaartindustrie. De buizen van TNK worden gemaakt van koolstofstaal, roestvrij en hittebestendig staal, en legeringen van titanium en nikkel.
Het bedrijf werd opgericht in 2001 en heeft fabrieken in Rusland, de Verenigde Staten, Roemenië en Kazachstan en heeft een jaarlijkse productiecapaciteit van ruim 3 miljoen ton buizenproducten, die het levert aan bedrijven in ruim 60 landen. Bij het bedrijf werken wereldwijd 50.000 mensen en de jaarlijkse verkopen bedragen ruim 3 miljard dollar. Het hoofdkantoor staat in Moskou. Het bedrijf is eigendom van de Russische miljardair Dmitri Poempjanski (tevens lid van de raad van bestuur) en de algemeen directueur is Konstantin Semerikov.
Tot de klanten van TMK behoren grote olie- en gasmaatschappijen als Gazprom, Transneft, Lukoil, Rosneft, TNK-BP, Soergoetneftegaz, Shell, Total, Occidental Petroleum, Anadarko Petroleum, Saudi Aramco, AGIP, Wintershall, ONGC, Kuwait Oil Co., Repsol YPF en Statoil. TMK heeft ook buizen geleverd aan veel Russische en internationale projecten, waaronder het pijpleidingennetwerk van het Kaspisch Pijpleidingenconsortium, het Baltisch Pijpleidingsysteem en de Jamal-Europapijpleiding. TMK is verder toeleverancier bij de uitbreiding van het Centraal-Azië-Tsenter-gaspijpleidingsysteem. De omzet van het bedrijf bedroeg in 2021 3 miljard euro.

## Fabrieken
De Russische fabrieken van TNK zijn:
- Volzjski troebny zavod (Волжский трубный завод; "Buizenfabriek van Volzjski" - VTZ) in Volzjski (oblast Wolgograd);
- Severski troebny zavod (Северский трубный завод; "Buizenfabriek Noord" - STZ) in Polevskoj (oblast Sverdlovsk);
- Sinarski troebny zavod (Синарский трубный завод; "Buizenfabriek Sinara" - STZ) in Kamensk-Oeralski (oblast Sverdlovsk) - sinds februari 2002;
- Taganrogski metalloergitsjeski zavod (Таганрогский металлургический завод; "Metallurgische fabriek van Taganrog" - TMZ), in Taganrog (oblast Rostov) - sinds oktober 2002;
- Orski masjinostrojtelny zavod (Орский машиностроительный завод; "Machinefabriek van Orsk" - OMZ), in Orsk (oblast Orenburg);
- Troeboplast (Трубопласт), in Jekaterinenburg (oblast Sverdlovsk) - sinds augustus 2007.

In Roemenië heeft het bedrijf (sinds februari 2002) de pijpenfabriek TMK-Artrom in de stad Slatina en de metallurgische fabriek TMK-Reșița in de stad Reșița. In juni 2008 verkreeg het bedrijf IPSCO Tubulars Inc in de Verenigde Staten (prodctievestigingen in 10 plaatsen) en het bedrijf Kaztroebprom uit de Kazachse stad Oral.